# Balkezesség

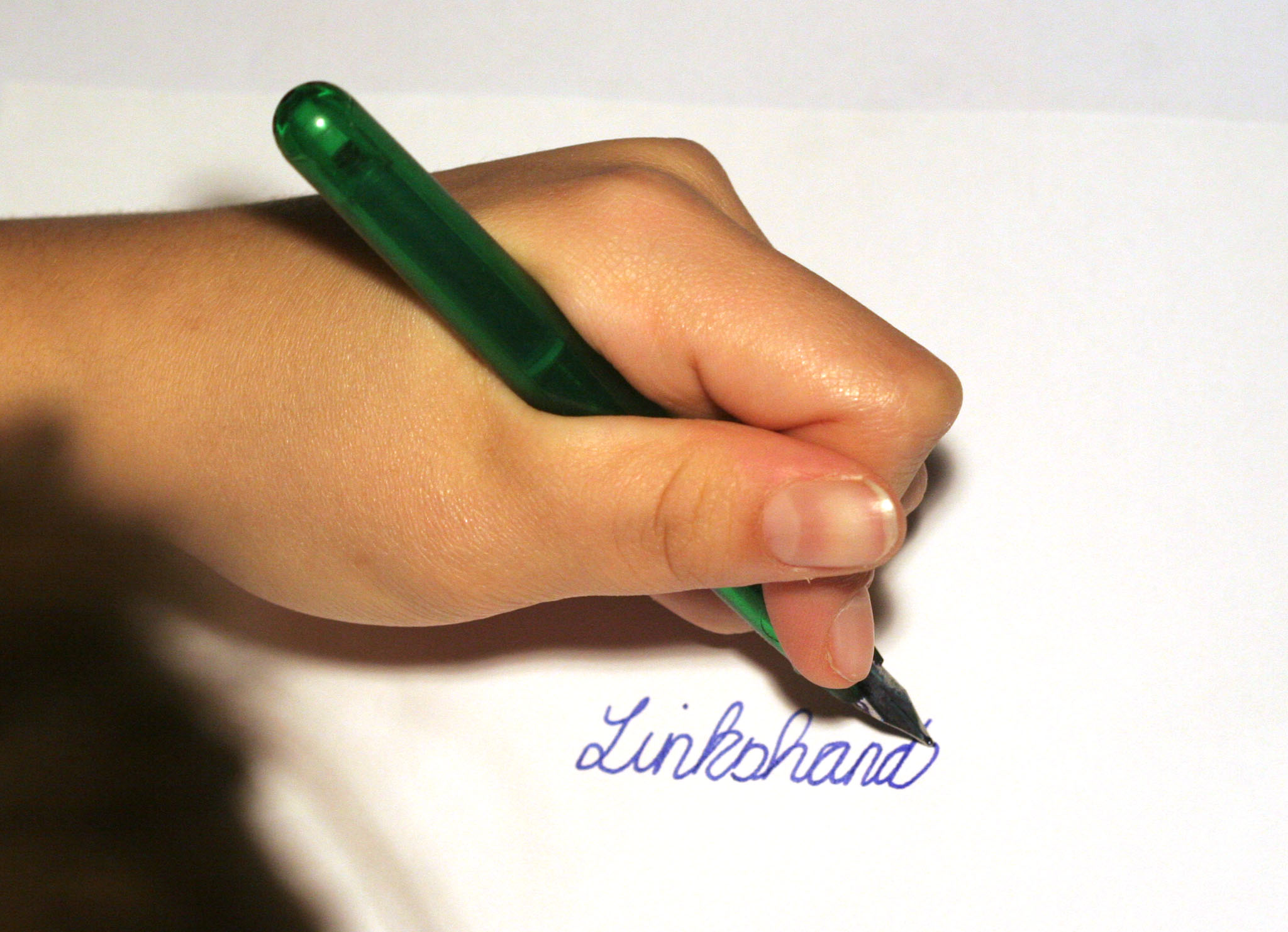
Bal kéz, írás közben. („Linkshänder”: „balkezes” németül)

Az emberek döntő többsége a jobb kezét használja elsődlegesen finomabb tevékenységei elvégzéséhez, viszont minden hetedik ember (az adat a fejlettebb országokra értendő) használja ma dominánsabban a bal kezét a jobb helyett – ezt nevezik balkezességnek. Ennek az aránynak nemcsak a genetika az oka, hanem a társadalmaknak a balkezességet többségi alapon elutasító hagyományai is. Az iskolában a 20. század közepéig veréssel, majd a szülői erőszak sugalmazásával hazánkban is ez volt a hivatalos „pedagógia”. A balkezesség nem megszokás, hanem biológiai alapokon nyugvó, a balt a jobbal szemben előnyben részesítő kézhasználat, ami a jobb agyfélteke dominanciával magyarázható. Ennélfogva művészek között sokkal gyakoribb. A balkezesek aránya a nyugati országokban folyamatosan nő. Érdemes megjegyezni, hogy nem csak az embernél, hanem sok főemlősnél és egyéb állatfajnál is megfigyelhető, hogy van domináns kezük.

## Demográfia

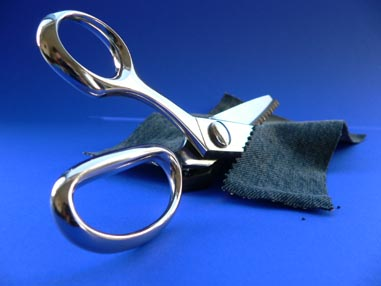
Balkezeseknek szánt olló

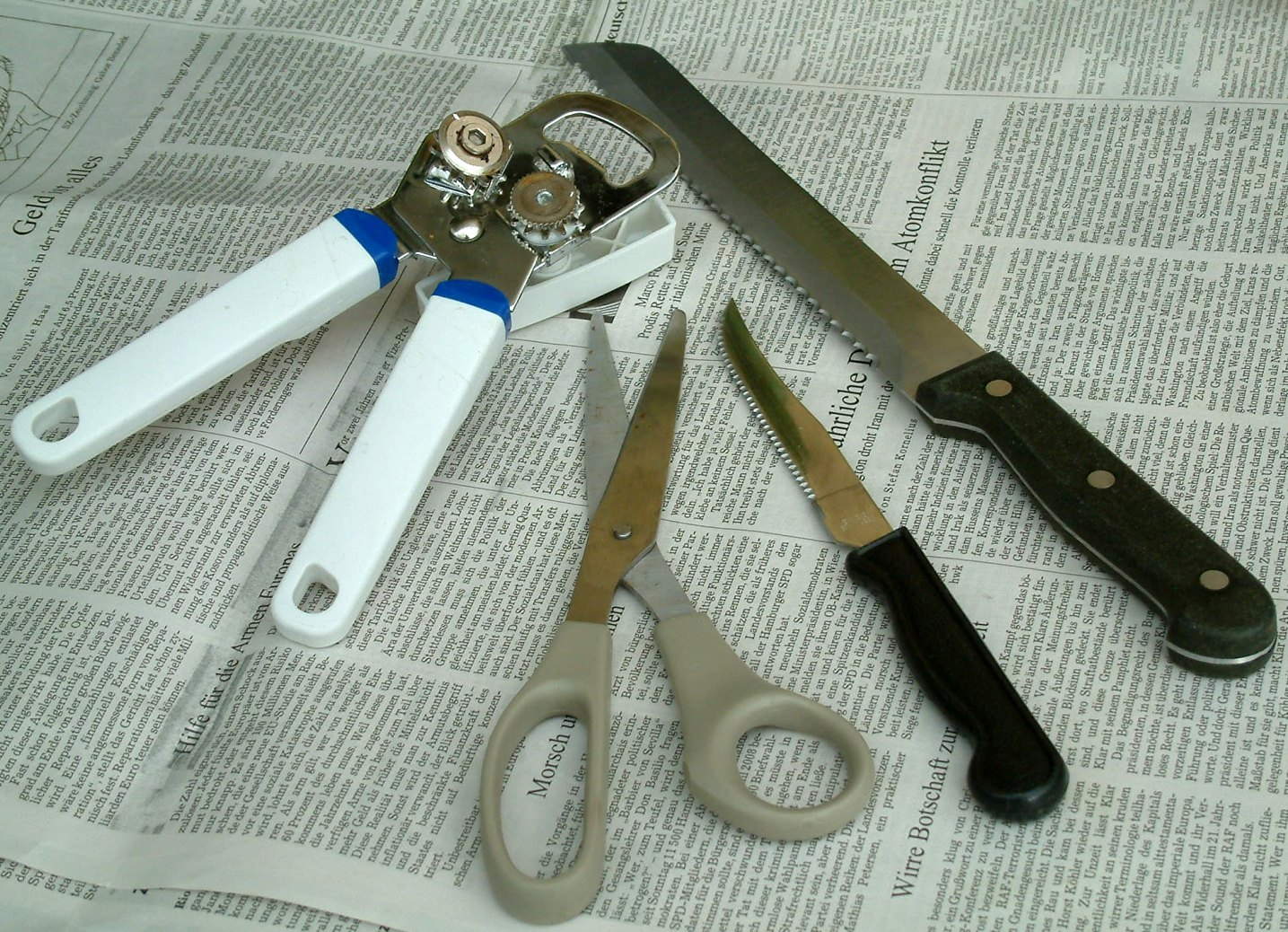
Balkezes szerszámok

A balkezesek aránya hozzávetőleg 8 és 15% között mozog a felnőtt lakosság körében. Tanulmányok szerint a férfiak körében gyakoribb a bal kéz domináns használata. A balkezesség az átlagos populációhoz hasonlítva ugyancsak gyakrabban fordul elő egypetéjű ikrek esetében, és az idegrendszeri megbetegedésben szenvedők körében (epilepszia, Down-kór, autizmus, szellemi visszamaradottság stb.). Statisztikailag az egypetéjű ikrek esetében 76%-os eséllyel lesz a másikuk is balkezes, ha az egyikük az. Ennek genetikai és környezeti okai vannak. A balkezesség gyakoribb Dél-Ázsiában, Kelet-Európában és Délkelet-Ázsiában, míg Nyugat-, Észak-Európában és Afrikában kevésbé.

## Kialakulása, előidézői
- Megfigyelések szerint a jobb kéz hosszabb idejű (6 hónap vagy több) sérülése esetén sokan válnak balkezessé és a gyógyulásuk után is a bal kezüket használják gyakrabban (szerzett balkezesség).
- Egy elmélet szerint a magasabb tesztoszteronszint magzati korban balkezességhez vezet. Norman Geschwind neurológus nevéhez fűződik, hogy a tesztoszteronszint befolyásolja a magzat agyának fejlődését. A férfi agy később fejlődik ki, mint a női, és bal agyfélteke később, mint a jobb. A tesztoszteron elfojtja a bal agyfélteke fejlődését, ezáltal a jobb agyfélteke erőteljesebben fejlődhet. Így a magzat nagyobb valószínűséggel válik balkezessé, mivel a jobb agyfélteke irányítja a test bal oldalát.
- A születéskor fellépő stressz is kiválthat balkezességre való hajlamot.
- Genetikai okok is közrejátszhatnak a balkezesség kialakulásában, de nem kizárólagosan. Ha mindkét szülő balkezes, akkor is csak 46% annak az esélye, hogy a gyerek is balkezes lesz, de ebben a környezeti tényezők is szerepet játszanak (a két szülőtől a bal kéz használatát látja).

## Gyorsteszt
Létezik egy egyszerű mód arra, hogy kiderítsük kinek melyik keze a domináns. Figyeljük meg, ha az illető spontán módon integet (például figyelemfelhívás vagy üdvözlés céljából), melyik kezét használja. Amikor kezünket karba fonjuk, a domináns kerül felülre.

## A kezesség tesztelése
A kezességet leggyakrabban egy nemzetközileg elismert, tudományos módszerekkel kialakított teszttel, az ún. Edinburgh Handedness Inventoryval szokták vizsgálni. A tesztet 1971-ben publikálták és a mai napig számos kezességet, féltekei dominanciát, vizsgáló kutatás alapját képezi.
A teszt 10 darab, kézzel végzett tevékenység esetén kéri a vizsgálati személyt, hogy jelölje meg melyik kezével szokta a műveletet végezni. A válaszadás során a következő válaszokat lehet adni: mindig bal, általában bal, nincs preferencia, általában jobb és mindig jobb (ld. a következő táblázatot)
| Edinburgh Handedness Inventory                      | Edinburgh Handedness Inventory | Edinburgh Handedness Inventory | Edinburgh Handedness Inventory | Edinburgh Handedness Inventory | Edinburgh Handedness Inventory |
| --------------------------------------------------- | ------------------------------ | ------------------------------ | ------------------------------ | ------------------------------ | ------------------------------ |
|                                                     | Mindig bal                     | Általában bal                  | Nincs preferencia              | Általában jobb                 | Mindig jobb                    |
| Írás                                                |                                |                                |                                |                                |                                |
| Rajzolás                                            |                                |                                |                                |                                |                                |
| Dobás                                               |                                |                                |                                |                                |                                |
| Ollóhasználat                                       |                                |                                |                                |                                |                                |
| Fogkefehasználat                                    |                                |                                |                                |                                |                                |
| Késhasználat (villa nélkül)                         |                                |                                |                                |                                |                                |
| Kanálhasználat                                      |                                |                                |                                |                                |                                |
| Seprűfogás (felső kéz)                              |                                |                                |                                |                                |                                |
| Gyufa meggyújtása (amelyik kézben a szál gyufa van) |                                |                                |                                |                                |                                |
| Doboz kinyitása (amelyikkel nyitjuk)                |                                |                                |                                |                                |                                |

A teszt értékelése pontrendszer alapján történik. Az „általában” válaszok egy pontot érnek, míg a „mindig” típusú válaszokat kettőnek számítják (a nincs preferencia típusú válaszok 0 pontot kapnak). A pontozás után összeadják külön a jobbos illetve külön a balos válaszhoz tartozó pontokat, így külön összpontszámot kapunk a jobb és bal válaszok eseteire. Ezt követően az alábbi formula segítségével kiszámolják a lateralitási kvócienst (LQ), ami segít eldönteni hogy az adott illetőnek melyik keze és milyen mértékben domináns:
{\displaystyle LQ={\frac {(J-B)}{(J+B)}}*100}
Ahol "J" ott a jobbos válaszok összpontszáma, ahol "B" ott a balos válaszok összpontszáma értendő.
Az LQ értéke -100 és +100 között váltakozhat. A negatív érték a bal, a pozitív érték pedig a jobb kéz dominanciáját jelzi. A dominancia foka az LQ értékének -/+100-hoz való tendálásával erősödik, vagyis a -90 erősebb bal oldali dominanciát jelez, mint a -40, a +90 pedig erősebbet mint a +40.

## Balkezeseket érintő megkülönböztetések, elnevezések
A balkezeseket gyakran sutának nevezik és sok kifejezés van, mely szerint a bal rosszat jelent. A magyarban például ilyen a balog, balogsuta, balszerencse, balsors, balsejtelem, balvégzet, balsiker, baleset, ballépés és eufemizált alakjai a balfék és a balfácán, balul üt ki, bal lábbal kelt fel, valamint az ügyetlen szinonimájaként használt kétbalkezes. Az angol sinister szó jelentése; baljós(latú), vésztjósló, amely a latin sinistralis (balkezes, bal oldali) szóból ered. Az eredeti latin szó jelentése később változott és használták gonosz és szerencsétlen értelemben is. A balkezes sportjátékosokat, balkezes ütéseket southpaw-nak nevezik, különösen a baseballban és a ökölvívásban elterjedt ez az elnevezés. Nincs negatív értelme, csak a balkezes játékosok megkülönböztetésére használják. Az ír nyelvben használatos ciotóg szó, amit balkezes emberekre mondanak, „furcsa szerzetet” jelent. A norvégok által használt venstrehåndsarbeid (tükörfordításban „balkezes munka”) olyan értelemben használatos, hogy a munkát elégtelenül, hanyagul végezték el.
Ezekkel ellentétben a jobb szó a magyaron kívül számos európai nyelvben nemcsak a jobb kezet, hanem a jót, megfelelőt, hibátlant jelenti. Olyannyira, hogy a német és holland nyelvben a recht, az angol right, a francia droit , a spanyol derecho és a szláv nyelvekben használatos prav jelenti a jobb oldalt és a jogot, igazságot is.

## Balkezességből származó előnyök/hátrányok
Egy jobbkezeseknek szánt világban kevés a balkezességből származó előny, de tény, hogy léteznek. Például a sebészetben hasznos lehet, ha mindkét kéz egyformán ügyes. Balkezes vagy ballábas sportolók, harcosok előnyre tehetnek szert azáltal, hogy jobbkezes ellenfelüknek meglepetést szereznek a szokatlan oldal használatával.
Társas étkezésekkor az ülésrend függvényében hátrány vagy előny is lehet a bal kéz használata. Balról jobbra haladó írásnál hátrány, jobbról balra haladónál (héber, arab, ősmagyar) viszont előny a balkezesség.
Autóvezetés során sebességváltáskor az ügyesebb bal kezükkel fogják a kormányt – ez természetesen csak a nálunk szokásos jobbra tartó forgalmi rendű országokban elterjedt gépkocsik vezetésére vonatkozik, amelyekben jellemzően a jármű bal oldalán van a kormány és középen a sebességváltó, tehát a jobb kéz kezeli a sebességváltót és a bal (a balkezes ember ügyesebbik keze) a kormányt.
Mivel az európai műszaki szabványok az eszközök jobb kézzel való kezelését feltételezik, tipikusan a balkezesek jobbkeze jelentősen ügyesebb, mint a jobbkezesek bal keze. Egyes eszközök bal kézzel való használata akár balesetveszélyes is lehet.

## Történelmi és kulturális vonatkoztatások

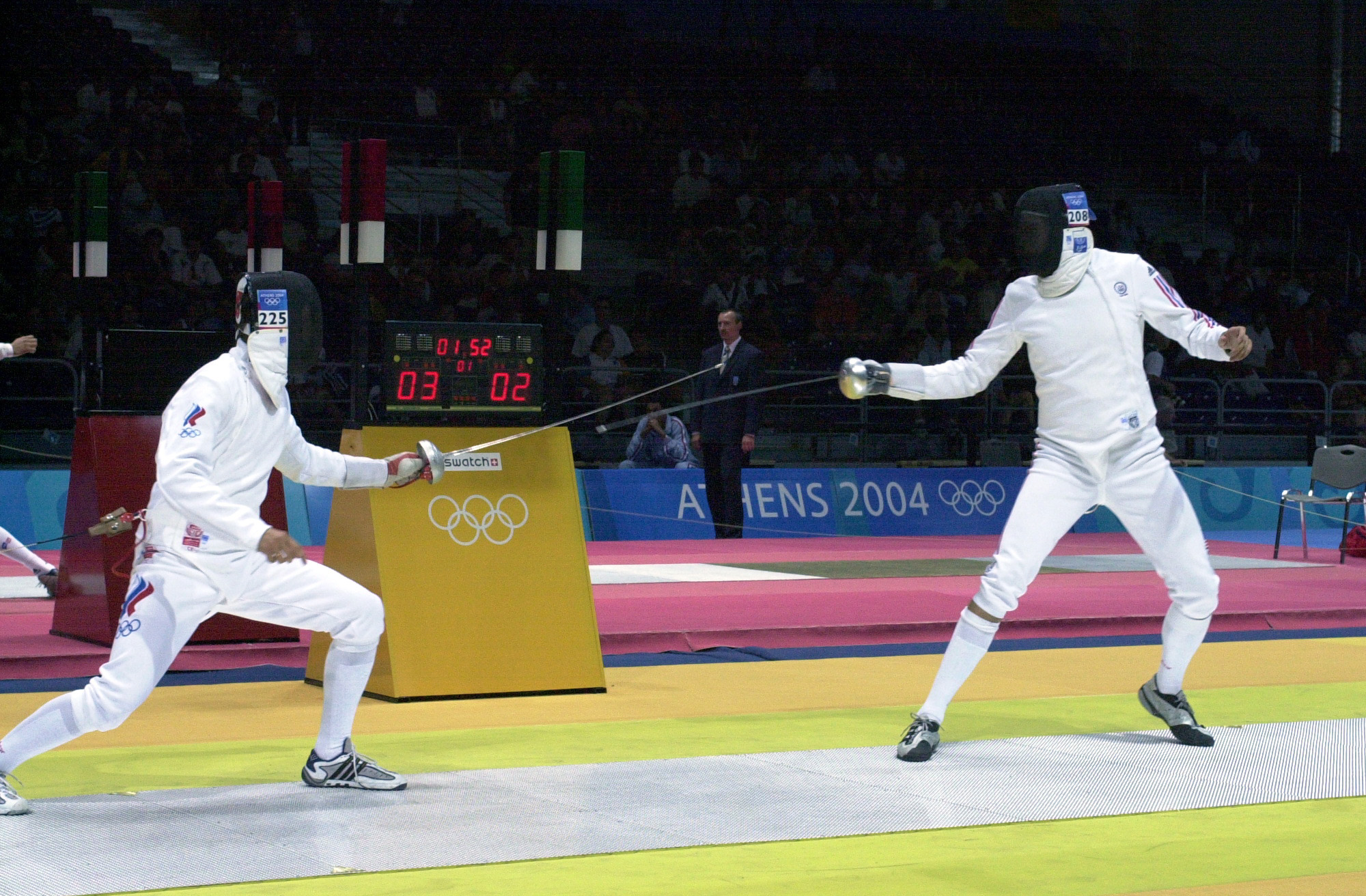
Balkezes vívó a 2004-es athéni olimpián

Még a közeli múltban is a protokoll része volt, hogy enni az embernek a „szép kezével” kell.
A muszlim országokban a jobb a tiszta, szent cselekedetekre (evés, munka), a bal a tisztátalan dolgokra (WC-használat) fenntartott kéz. Ott, ahol kezet mosni nincs mód, ez észszerű higiéniai célokat szolgál.
A tantrában a balkezes út (vámácsára) a gyorsabb, de veszélyesebb út a megvilágosodáshoz, amely olyan, a szokásos vallásos előírásokkal ellentétes elemeket tartalmaz, mint a szexuális rituálék, az alkohol és más szerek fogyasztása, vagy az állatáldozatok.
A teozófusoknál, és az ő nyomukon a nyugati okkultizmusban, is megkülönböztettek jobb- és balkézutat, amit általában a fehér- és feketemágiával azonosítottak.
Mucius Scaevola (valódi nevén Gaius Mucius), aki a városát ostromgyűrűbe záró Porsenna táborába lopózott, hogy a királyt ledöfve szerezzen Rómának szabadulást. A merénylet csak félig sikerült, mert a vezér helyett annak írnokát döfte le. Gaiust elfogták. A király előtt az ott álló áldozati oltár tüzébe tartotta jobbját és szemrebbenés nélkül állta a fájdalmat, majd közölte Porsennával, hogy háromszáz, hasonlóan elszánt római ifjú áll készen, hogy kioltsa életét. A megdöbbent király szabadon bocsátotta a hőst, s a fenyegetéstől megrettenve felhagyott Róma ostromával. A bátor ifjú jobbja csontig égett, ezért kapta a Scaevola, azaz „balkezes” melléknevet. Az ifjú római hőstette egyebek között Mantegna, Tintoretto, Rubens és Lebrun vásznain látható.
Albert Einstein a tévhit ellenére jobbkezes volt. Nincs róla olyan kép, amely igazolná, hogy a bal kezével írt volna. Többnyire a balkezesek terjesztik ezt a téves információt, mondván, hogy a 20. század egyik legnagyobb elméje is balkezes volt. A balkezesség, kreativitás és intelligencia között van összefüggés, viszont Einstein zsenialitása agyának eltérő szerkezetében és az abból fakadó különleges matematikai képességekben rejlett.

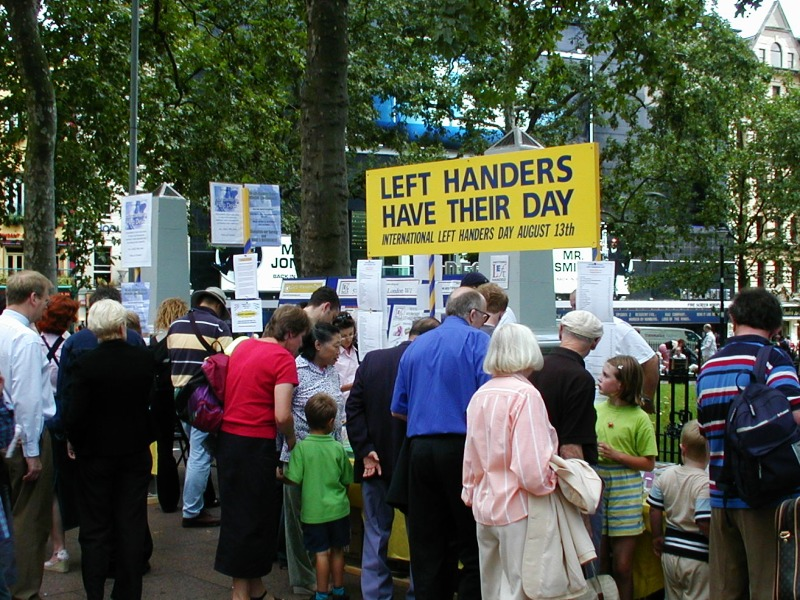
Balkezesek Nemzetközi Világnapja

A több mint egy évszázadon át életben maradt legenda, miszerint a hírhedt bandita, William H. Bonney (Billy a kölyök) balkezes lett volna, teljességgel téves. Ezt az egyetlen, róla fennmaradt fénykép alapján hitték, melyről azonban kiderült, hogy az előhívás során meg lett fordítva. Erre a tévedésre építve számos film ábrázolta őt balkezesnek.
Hasonlóképpen valószínű, hogy Jeanne d’Arc sem volt balkezes. A különféle középkori képeken azért ábrázolják őt fegyverrel a bal kezében, mert akkoriban a balkezesség egyértelműen a gonosz jelének számított, így igazolandó, hogy az orléans-i szüzet jogosan ítélték máglyahalálra.
Egyéb személyek, akikről sokan tévesen állítják/állították balkezességüket: Marilyn Monroe, Winston Churchill.
Kutatók 1897 és 1913 között Észak-Angliában készült dokumentumfilmek vizsgálata után azt a megállapítást tették, hogy akkoriban a lakosságnak csak mintegy 3%-a volt balkezes. A kutatók szerint ez annak volt a következménye, hogy az abban az időszakban kezdődött ipari forradalom gépei, berendezései kizárólag jobbkezesek számára voltak használhatóak, így a balkezesek kiestek a munkából, megbélyegezték őket, és ez a párkapcsolatok kialakulását is megnehezítette.
Cesare Lombroso 19. századi olasz kriminológus statisztikai vizsgálatokból azt a következtetést vonta le, hogy a balkezesség a degenerált, bűnözői hajlam egyik lehetséges jele.

## Átszoktatás

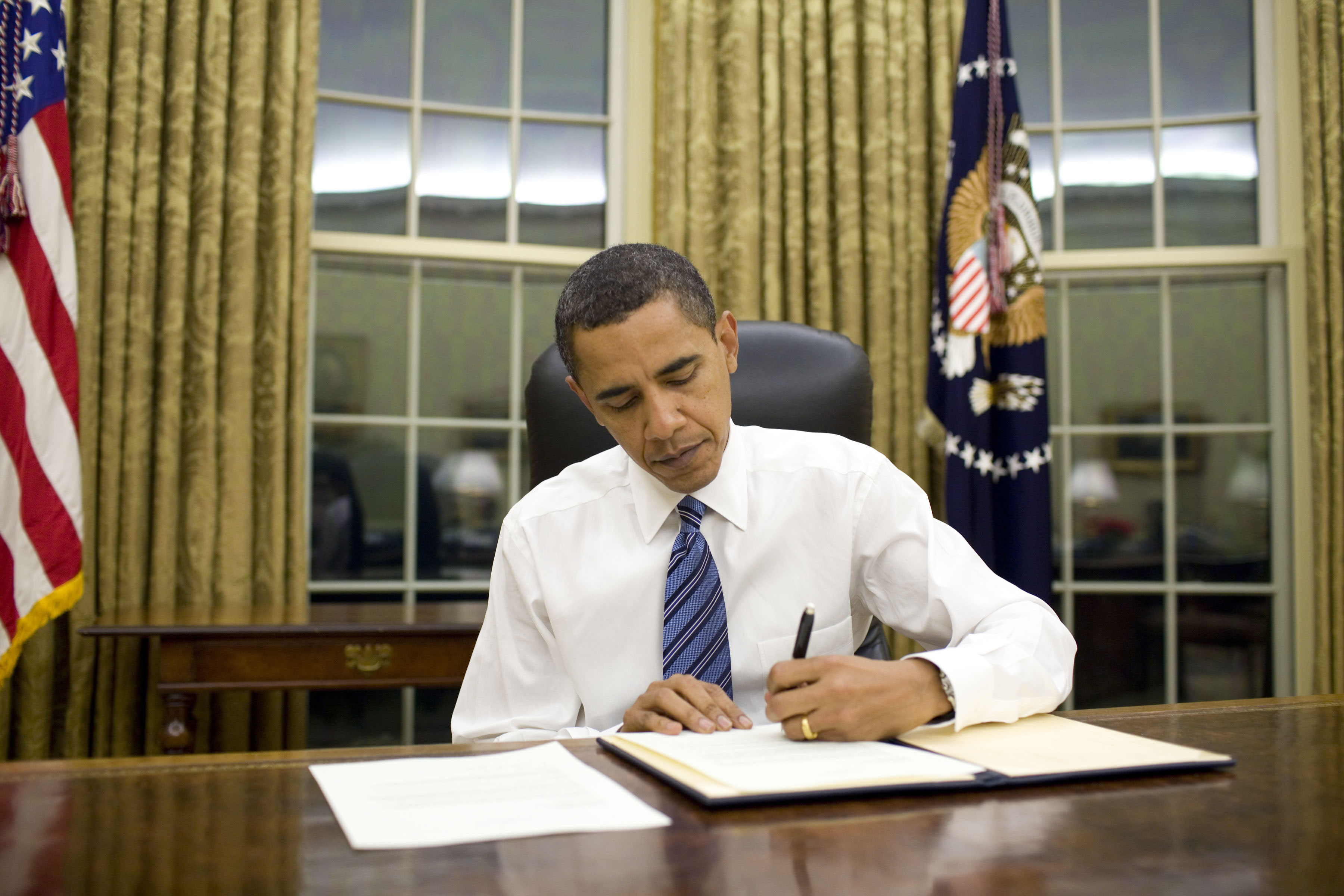
Barack Obama

A pedagógia mai álláspontja szerint balkezes gyereket „átszoktatni” szigorúan tilos. Már a magzati korban eldől, hogy melyik agyfélteke lesz a domináns és ennek a megváltoztatására tett kísérlet súlyos zavarokhoz vezethet. Ilyen például a dadogás, olvasási- (diszlexia), írási- (diszgráfia), számolási (diszkalkulia) nehézségek, magatartásbeli problémák, egyensúlyzavar, könnyen veszíthet magabiztosságából és egyéb lelki problémák alakulhatnak ki. Átszoktatás helyett inkább segíteni kell a gyermeket, például az írástanulásnál meg kell mutatni neki a megfelelő technikákat (hogyan formálja a betűket, számokat stb).

## Balkezesség és intelligencia
Nem bizonyított a balkezesség összefüggése a magas intelligenciával.

## Balkezesek nemzetközi világnapja
Augusztus 13. a balkezesek nemzetközi világnapja, először 1976-ban tartották. A balkezesek elnyomottságára szeretné felhívni a figyelmet.

## Ajánlott irodalom
- Diane Paul: Balkezesek kézikönyve (1994-es kiadás: ISBN 963-7827-28-5, 2006-os kiadás: (a katalógusokban formailag hibás ISBN-nel szerepel) ISBN 9632031508)